# Bob Dyer (Songwriter)
Robert L. „Bob“ Dyer (* 22. Mai 1939 in Boonville, Missouri; † 11. April 2007 Boonville, Missouri) war ein US-amerikanischer Singer-Songwriter, Autor und Filmemacher.

## Leben
Dyer studierte an der University of Missouri und unterrichtete dort mehrere Jahre lang Englisch. Er verfasste eine Geschichte seiner Heimatstadt Boonville und ein Buch über Jesse James (Jesse James and the Civil Warin Missouri), schrieb mit Hans von Sachsen-Altenburg das Buch Duke Paul of Wurttemberg on the Missouri Frontier und drehte einen Film über den Dichter John Neihardt (Performing the Vision). Weiterhin veröffentlichte er die Gedichtsammlung Oracle of the Turtle sowie eine Anthologie über die große Flut des Missouri 1993.
Mit Cathy Barton und Dave Para nahm Dyer die CDs Johnny Whistletrigger und Rebel in the Woods mit Liedern aus der Bürgerkriegszeit in Missouri auf. Seine eigenen Lieder veröffentlichte er im Big Canoe Songbook und auf der CD Songteller.